# هربرت کونسیسائو
هربرت کونسیسائو (انگلیسی: Hebert Conceição؛ زادهٔ ۲۸ فوریهٔ ۱۹۹۸) بوکسور اهل برزیل است.